# 대한민국 국무총리비서실

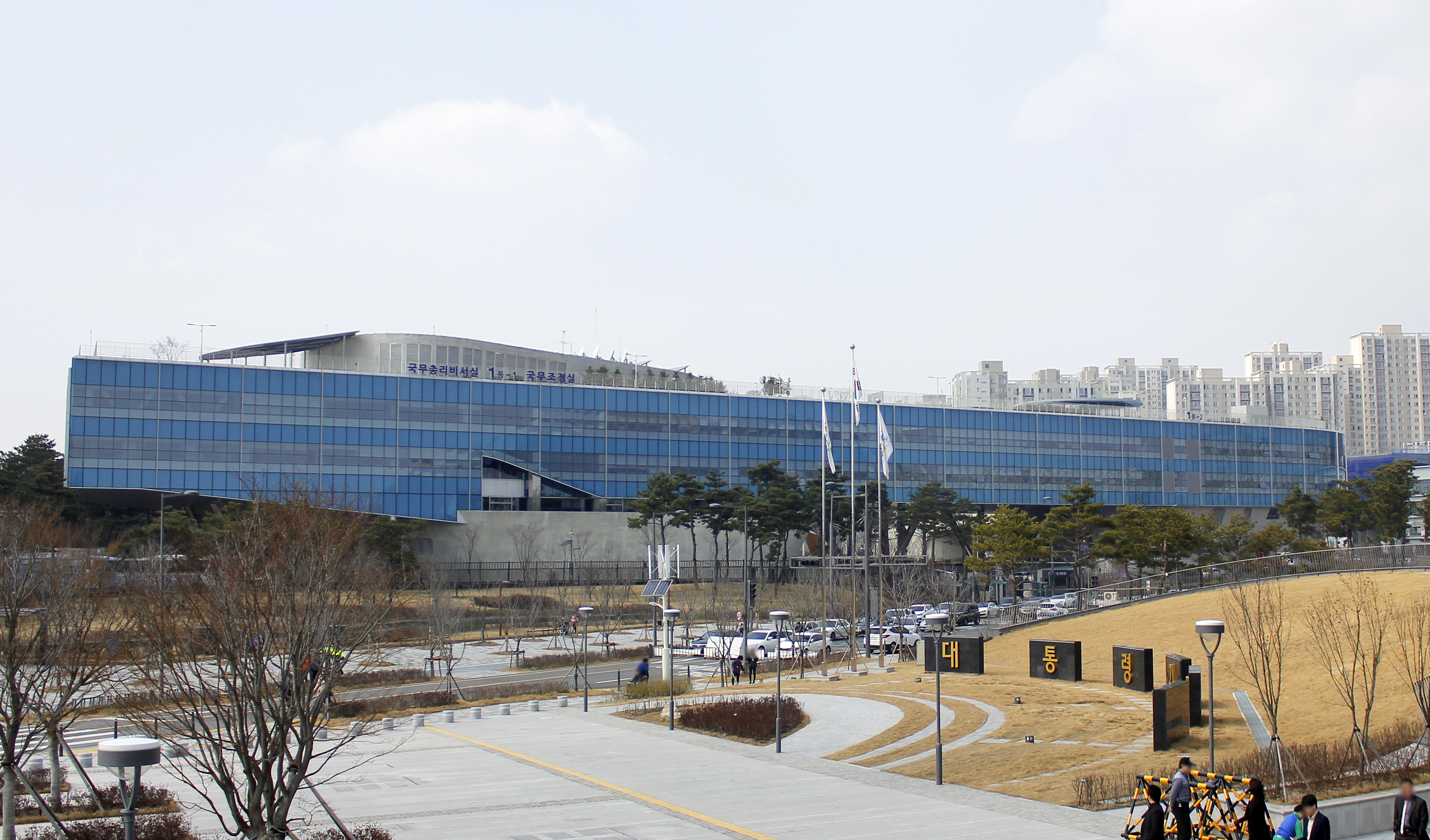
국무총리비서실 청사

국무총리비서실(國務總理秘書室)은 국무총리의 직무를 보좌하는 대한민국의 중앙행정기관이다. 실장은 차관급 정무직공무원으로 보한다.

## 소관 사무
- 국무총리의 대국회활동 보좌에 관한 사항
- 당정협조업무에 관한 사항
- 국무총리의 국정자문업무에 관한 사항
- 국내외 주요 정보 및 상황에 관한 사항
- 민원업무 처리 및 조정에 관한 사항
- 시민단체 지원 및 협력에 관한 사항
- 국무총리의 국정활동홍보에 관한 사항
- 국무총리의 연설문·담화문 등 작성에 관한 사항
- 국무조정실 업무의 홍보지원에 관한 사항
- 국무총리의 의전·경호 및 귀빈의 영접에 관한 사항
- 국무총리공관의 유지관리에 관한 사항
- 그 밖에 국무총리의 지시사항의 처리에 관한 사항

## 연혁
- 1960년 8월 19일: 국무총리 소속으로 국무총리비서실 설치.[4]
- 1962년 4월 20일: 내각수반비서실로 개편.[5]
- 1963년 12월 17일: 국무총리비서실로 개편.[6]
- 2008년 2월 29일: 국무총리비서실과 국무조정실을 국무총리실로 통합.[7]
- 2012년 9월 17일: 정부세종청사로 이전.[8]
- 2013년 3월 23일: 국무총리비서실과 국무조정실로 분리. 특임장관실을 폐지하고 소관사무를 이관받음.[9]

## 조직
| 실                 | 비서관실                                                 |
| 실장 산하 하부조직 | 실장 산하 하부조직                                       |
| ------------------ | -------------------------------------------------------- |
| 정무실             | 정무기획비서관실ㆍ정무협력비서관실                       |
| 민정실             | 민정민원비서관실ㆍ시민사회비서관실                       |
| 공보실             | 소통총괄비서관실ㆍ디지털소통비서관실ㆍ소통메시지비서관실 |
|                    | 의전비서관실                                             |

## 정원
국무총리비서실에 두는 공무원의 정원은 다음과 같다.
| 총계      | 총계              | 97명 |
| --------- | ----------------- | ---- |
| 정무직 계 | 정무직 계         | 1명  |
|           | 실장              | 1명  |
|           |                   |      |
| 별정직 계 | 별정직 계         | 2명  |
|           | 6급 상당 이하     | 2명  |
|           |                   |      |
| 일반직 계 | 일반직 계         | 94명 |
|           | 고위공무원단      | 11명 |
|           | 3급 이하 5급 이상 | 46명 |
|           | 6급 이하          | 37명 |

## 재정
총수입·총지출 기준 2023년 재정 규모는 다음과 같다.
| 구분     | 세입예산  | 작년 대비 증감 |
| -------- | --------- | -------------- |
| 일반회계 | 2300만 원 | -              |
|          |           |                |
| 합계     | 2300만 원 | -              |

| 구분                        | 구분     | 세출예산         | 작년 대비 증감 |
| --------------------------- | -------- | ---------------- | -------------- |
| 일반회계                    | 국정운영 | 6643억 8900만 원 | +3.23%         |
| 에너지 및 자원사업 특별회계 | 국정운영 | 119억 3000만 원  | -2.64%         |
|                             |          |                  |                |
| 합계                        | 합계     | 6763억 1900만 원 | -3.02%         |

## 같이 보기
- 국무총리
- 국무총리비서실장
- 국무조정실

### 내용주
1. 1 2 3  국무총리비서실과 합산한 예산.

### 참조주
1. 1 2  「국무총리비서실 직제」 별표
2. 1 2  기획재정부. “열린재정 > 재정연구분석 > 재정분석통계 > 예산편성현황(총수입)”. 《열린재정》. 2023년 3월 10일에 확인함.
3. 1 2  기획재정부. “열린재정 > 재정연구분석 > 재정분석통계 > 세목 예산편성현황(총지출)”. 《열린재정》. 2023년 3월 10일에 확인함.
4. ↑  국무원령 제67호
5. ↑  각령 제668호
6. ↑  법률 제1506호
7. ↑  법률 제8852호
8. ↑  이선형 (2012년 9월 15일). “국무총리실 세종시 이전, 정부세종청사 시대 '개막'”. 《뉴스1》 (세종). 2017년 8월 13일에 확인함.
9. ↑  법률 제11690호